# Kraljevina Anglija
Kraljevina Anglija (angleško Kingdom of England) je bila država v južnem delu otoka Velika Britanija, ki sta jo sestavljali Anglija in Wales. Obstajala je od leta 927 (približno) do leta 1707, ko je nastala Kraljevina Velika Britanija. V prvih stoletjih je bil kraljeva rezidenca bodisi Winchester, Gloucester ali London, kar je dajalo tem mestom status prestolnice, dokler je v začetku 12. stoletja London postal dejansko glavno mesto. London je ostal prestolnica vse do konca kraljevine in nato še v času naslednjih državnih enot na otočju in vse do danes.

## Nastanek države
Za Kraljevino Anglijo ni mogoče določiti natančnega leta nastanka. Po odhodu Rimljanov v 5. stoletju so na otoku nastala številna domača kraljestva, od katerih so bila največja Northumbrija, Mercija, Wessex, Vzhodna Anglija, Essex, Sussex in Kent (pozneje znane pod skupnim imenom Heptarhija- Sedmero vlad). V 9. stoletju so Danci zavzeli Northumbrijo, Vzhodno Anglijo in polovico Mercije, Wessex pa je za časa kralja Alfreda podjarmil ostalo Mercijo. Njegov naslednik Edvard Starejši, wesseški kralj med letoma 899 in 924, je premagal Dance in pridobil njihov del Mercije ter Vzhodno Anglijo, s čimer je združil ves južni del otoka pod svojo oblastjo, zato se priznava kot anglosaški kralj, to je vladar Anglov, staroselcev Anglije in Sasov, prebivalcev Wessexa. Njegov sin in naslednik Ethelstan (staroangleško Æthelstan ali Æðelstan) je čez nekaj let osvojil še Northumbrijo in tako zavladal nad vsem anglosaškim oziroma današnjim angleškim ozemljem. Ni bil sicer uradno oklican ali izvoljen za vladarja, se pa de facto šteje za prvega angleškega kralja. V naslednjih letih so norveški osvajalci večkrat zasedli obmejna ozemlja, a so bili končno premagani leta 954. Od takrat je ostalo angleško ozemlje samostojna enota.

## Danski vladarji
Na prelomu tisočletja so bila angleška ozemlja v vojni z Danci, v teku katere so prešla večkrat pod eno ali drugo oblast, dokler je leta 1017 zasedel prestol Danec Knut Veliki. Nasledil ga je sin Harold in nato drugi sin Hartaknut, zadnji danski kralj na Angleškem, ki ni imel direktnih naslednikov. Nasledil ga je polbrat Edvard Spoznavalec, sin angleškega kralja in Heme Normandske, katera je v drugem zakonu poročila danskega kralja. Po Edvardovi smrti (1066) je za nekaj mesecev vladal Harold II. Angleški, ki je pa kmalu izgubil življenje v bitki pri Hastingsu, kjer so se angleške čete spopadle z normanskimi napadalci. Ostal je v spominu kor prvi angleški kralj, ki je padel na bojišču. Prestolonaslednik Edgar Etheling, vnuk Edvarda Spoznavalca in zadnji predstavnik wesseške rodbine, ni nikoli prišel do prestola.

## Normanski vladarji
Z zmago pri Hastingsu je postal angleški kralj Norman Viljem I. Osvajalec. Njegova posestva v Franciji, to je kneževina Normandija, so bila formalno fevd francoskega kralja, a so ostala priključena angleški kraljevini do leta 1204, ko je Francija zasedla skoraj ves celinski del Normandije. Angleški kroni so ostali le Kanalski otoki, na celini pa Akvitanija, formalno fevd francoskega kralja. Z Viljemom Osvajalcem se je začela normanska rodbina na angleškem prestolu.
Nasledil ga je sin Viljem II. Rdeči, ki je umrl brez potomcev, zato je prestol prešel na njegovega brata Henrika. Slednji je prišel navzkriž z bratom Robertom za posest vojvodine Normandije, ki jo je končno tudi zasedel. Čeprav je to bil fevd francoskega kralja, je slednji sprejel Henrikovo oblast v pokrajini in Henrik je proglasil Normandijo za angleško posest. 
Po smrti moških potomcev je Henrik hotel prepustiti prestol hčeri Matildi, ki jo je zato poročil z Gotfridom V. Anžujskim. Po Henrikovi smrti leta 1135 njegovi baroni niso sprejeli Matildinega nasledstva in so postavili na prestol njenega bratranca Štefana de Blois. To ja bil zadnji nominalno normanski vladar, čeprav imajo skupnega normanskega prednika pravzaprav še vsi nadaljnji angleški vladarji do današnjih dni. Med Štefanom in Matildo se je vnela civilna vojna, ki jo je Štefan zaključil malo pred smrtjo s priznanjem Henrika, Matildinega sina, za prestolonaslednika.

## Plantageneti
Henrik je bil prvi od rodbine Plantagenetov, kot so poznejši zgodovinarji imenovali naslednike Gotfrida Anžujskega. Vladal je od leta 1154 do leta 1189 in velja za enega največjih angleških kraljev predvsem zaradi naprednih pravnih norm, ki jih je uvedel. Nasledil ga je sin Rihard I. Levjesrčni za deset let in nato najmlajši sin Ivan Brez dežele do svoje smrti leta 1218. Za časa Ivanovega kraljevanja je bila podpisana Magna Charta, to je sporazum med kraljem in plemstvom, ki ga sicer nista jemali resno ne ena ne druga stran, je pa ostala kot zgodovinski temelj demokracije.
Angleški prestol je nato zasedel Ivanov prvorojenec Henrik do leta 1272 in za njim sin Edvard I. Angleški. Ta je leta 1282 zavzel Wales in pozneje uvedel za svojega starejšega sina naslov valižanski princ, ki je še danes naziv kraljevih prvorojencev. Edvardu I. je sledil sin Edvard II. Angleški do leta 1327, ko je bil odstavljen. Njegovemu nasledniku, sinu Edvardu, je bilo takrat štirinajst let, zato je prva leta vladala mati Izabela s pomočjo svojega favorita, grofa Mortimerja. Mladi Edvard je dejansko prevzel oblast leta 1330, ko je bil "v kraljevem imenu" Mortimer zaprt in usmrčen, kraljica Izabela pa konfinirana v Norfolk. Pozneje je Edvard III. sprožil vojno s Francozi, ki se je povlekla skozi kraljevanje njegovih naslednikov Riharda II., Henrika IV., Henrika V. in Henrika VI.
Rihard II. Angleški, Edvardov vnuk, je postal kralj pri desetih letih in je s štirinajstim letom osebno prevzel oblast. Bil je miroljubne narave, kar je bilo za tiste čase negativna lastnost in je povzročilo prvi spor s parlamentom, ki ga je skoraj odstavil. Zameril se je tudi zaradi rafiniranega vedenja in navad, ki jih je skušal uvesti, kar bi ga z današnjimi merili postavilo med razsvetljene vladarje, a je bilo za tiste čase znak šibkosti in žalitev plantagenetskega izročila. V drugem sporu s parlamentom je bil kralj obsojen na dosmrtno ječo. Za časa njegovega vladanja je bila vojna s Francijo ukinjena z večkrat obnovljenimi premirji od leta 1389 do leta 1415.
Za novega kralja je parlament sprejel zahteve Henrika Bolingbrokškega, potomca Edvarda I., ki je bil do neke mere uzurpator, saj je prezrl dedno pravico osemletnega Edmunda, sina grofa Mortimerja, ki ga je bil svoj čas Rihard II. imenoval za prestolonaslednika. Prav to je bil pozneje vzrok vojne dveh vrtnic. Po smrti Henrika IV. je postal kralj njegov sin z imenom Henrik V. Angleški, ki je končal vojno s Francijo z dogovorom v Troyesu (1420). Ta dogovor je predvideval, da po smrti Karla VI. deduje njegov prestol angleški kralj. Ker sta kmalu umrla tako Karel kot Henrik, je Henrik VI. Angleški pri samo osmih mesecih starosti postal vladar obeh kraljevin. V obdobju njegovega vladanja se je leta 1453 zaključila stoletna vojna, a se je začela vojna dveh vrtnic, to je državljanska vojna med dvema vejama Plantagenetov, lankastrsko in yorško. Lankastri so bili potomci četrtega sina Edvarda III., Yorški pa potomci njegovega petega sina.

## Yorški
Vlada Henrika VI. je bila prekinjena leta 1461, ko je prevzel prestol Edvard IV. Angleški. Ta je sicer bil kot Lancaster direktni potomec Edvarda III., vendar se je zaradi nezadostnega upoštevanja, ki naj bi ga kralj izkazal do njegovega očeta, vojvode Yorškega, raje proglasil za pripadnika rodbine York. Edvardu je Henrik VI. odvzel oblast leta 1470, a le za nekaj mesecev, nakar je Edvard ostal na prestolu do smrti (1483). Nasledil ga je sin Edvard V. Angleški, vendar samo za tri mesece, saj ga je parlament odstavil v prid strica Riharda. Ta je ostal na prestolu do leta 1485, ko je padel v bitki pri Bosworth Fieldu proti Henriku Tudorju. Vojna dveh vrtnic se je tako zaključila z izumrtjem rodbine Lancaster in smrtjo Riharda III. zadnjega angleškega kralja Yorškega. Zmagovalec, Henrik Tudor, je poročil Elizabeto Yorško in prevzel prestol kot Henrik VII. Angleški.

## Tudorji
Henrik VII. je zagotovil Tudorjem angleški prestol za naslednjih 118 let. Vladal je do smrti leta 1509, ko ga je nasledil sin Henrik VIII. Angleški. Ta je vključil v kraljevino Wales, ki je bil do tedaj privatna kraljeva last in po nekaj letih (1542) ga je tudi Kraljevina Irska morala potrditi za svojega vladarja, čeprav se kraljevini nista formalno zedinili in je irski parlament užival določeno neodvisnost. Za časa vladanja Henrika VIII. so se začele stopnjevati napetosti med katoličani in luteranci. Henrik je v oporoki natančno določil upravičence do nasledstva: v zaporedju, ki bi nastalo samo s smrtjo predhodnika brez direktnih potomcev, naj bi mu sledili sin Edvard, hči Marija, hči Elizabeta, sestra Marija, sestra Margerita. Po Henrikovi smrti 1547. se je začelo eno najbolj nasilnih obdobij kraljevine, ko so se dinastični in politični prepiri opravičevali z versko vnemo. Edvard, protestantsko vzgojen, je prezrl očetovo voljo in je malo pred smrtjo (1553) zapustil prestol sestrični Jani Grey, saj je bila njegova sestra Marija vneta katoličanka. Jana Grey je vladala devet dni, nato je bila ustoličena Marija. Pod Marijo je kraljevina izgubila Calais, zadnjo posest na celini. Po njeni smrti leta 1558 je zasedla prestol polsestra Elizabeta I. Angleška, ki je bila protestantske vere. Umrla je leta 1603 brez nasledstva, je torej zadnja predstavnica Tudorjev.

## Stuarti
Najbližji sorodnik kraljeve družine je bil pravnuk Margerite Tudor, Jakob VI. Škotski Stuart, ki je leta 1603 zasedel angleški prestol kot Jakob I. Angleški. Kljub istemu vladarju sta ostali Kraljevina Anglija in Kraljevina Škotska ločeni in samostojni državi še več kot stoletje. Jakobova vladavina je potekala med stalnimi prepiri s parlamentom, ki je bil večkrat razpuščen, tudi leta 1618, ko je Anglija vstopila v tridesetletno vojno. Nasledil ga je sin Karel I. Angleški, med čigar vladanjem se je začela državljanska vojna med somišljeniki parlamenta in pristaši kralja. Leta 1649 je bil Karel premagan, obsojen in usmrčen; prvič v zgodovini se je zgodilo, da je sodišče z zakonskim postopkom obsodilo in usmrtilo vladarja.
Po izvršitvi smrtne kazni je bila proglašena republika, prava novost za tiste čase, ki je trajala štiri leta in se je nato sprevrgla v Cromwellovo diktaturo.
Leta 1660 je bila monarhija obnovljena z ustoličenjem Karla II. Angleškega, ki je kmalu razpustil parlament in do svoje smrti leta 1685 vladal absolutistično. Ker ni imel potomstva, ga je nasledil brat Jakob II. Angleški, vendar le za tri leta, saj sta prevzela oblast Jakobova hči Marija in njen soprog Viljem Oranski. Marija je umrla leta 1694, njen soprog in naslednik Viljem III. Angleški pa leta 1702; nasledila ga je Marijina sestra Ana. Istega leta 1702 je Kraljevina Anglija, kot podpisnica Haaške alianse, stopila v špansko nasledstveno vojno.
Leta 1707 sta se pod Anino vlado združili angleška in škotska kraljevina in Ana Angleška, poslednji Stuart, je s tem postala prva kraljica Velike Britanije.